# Fidelis Andria 2018
Fidelis Andria 2018, zkráceně jen Fidelis Andria je italský klub hrající v sezoně 2024/25 4. italskou fotbalovou ligu, sídlící ve městě Andria v regionu Apulie.
Klub byl založen v roce 1920 jako Andria. Ze začátku své existence hráli pouze přátelské zápasy. V roce 1928 začínají hrát soutěžní zápasy. Do roku 1946 klub hraje pouze regionální ligy. Dne 18. července roku 1948 je založen klub Associazione Sportiva Andria díky spojení dvou klubů Fidelis Andria a Audace di Andria. V roce 1971 je ve městě Andria založen druhý klub Associazione Sportiva Fidelis Andria. V roce 1978 se klub AS Andria dostává do potíží a kluby se spojují. Klub do roku 1992 hraje maximálně ve třetí lize. V sezoně 1992/93 hraje prvně ve své historii druhou ligu. Hraje ji 4 sezony v řadě. Po sezoně 2004/05 klub zanikl. V létě roku 2005 je založen klub nový a začínají hrát čtvrtou ligu. V roce 2013 je klub opět v krachu. Je založen klub nový SSD Fidelis Andria 1928 a začínají hrát regionální ligu. Další krach přichází po sezoně 2017/18. Klub se nepřihlásí do žádné soutěže a končí. Dne 31. července roku 2018 je založen klub nový SSD Fidelis Andria 2018.
Nejvyšší soutěž klub nikdy nehrál. Největší úspěch je hraní ve druhé lize. Hrál ji celkem v 6 sezonách a nejlepší umístění bylo 9. místo v sezoně 1993/94.

## Změny názvu klubu
- 1928/29 – 1929/30 – US Fascista De Pinedo (Unione Sportiva Fascista De Pinedo)
- 1946/47 – Libertas 1946 (Libertas 1946)
- 1947/48 – Fidelis Andria (Fidelis Andria)
- 1948/49 – 1977/78 – AS Andria (Associazione Sportiva Andria)
- 1978/79 – 2004/05 – AS Fidelis Andria (Associazione Sportiva Fidelis Andria)
- 2005/06 – 2012/13 – AS Andria BAT (Associazione Sportiva Andria BAT)
- 2013/14 – 2014/15 – SSD Fidelis Andria 1928 (Società Sportiva Dilettantistica Fidelis Andria 1928)
- 2015/16 – 2017/18 – SS Fidelis Andria 1928 (Società Sportiva Fidelis Andria 1928)
- 2018/19 – 2020/21 – SSD Fidelis Andria 2018 (Società Sportiva Dilettantistica Fidelis Andria 2018)
- 2021/22 – Fidelis Andria 2018 (Fidelis Andria 2018)

## Získané trofeje

### Vyhrané domácí soutěže
- 3. italská liga ( 1x )

1996/97
- 4. italská liga ( 2x )

1988/89, 2014/15

## Účast v ligách
| Úroveň soutěže | Název soutěže (nynější název) | První hraná sezona | Poslední hraná sezona | celkem odehraných sezon |
| -------------- | ----------------------------- | ------------------ | --------------------- | ----------------------- |
| 2              | Serie B                       | 1992/93            | 1998/99               | 6                       |
| 3              | Serie C                       | 1989/90            | 2022/23               | 16                      |
| 4              | Serie D                       | 1929/30            | 2024/25               | 39                      |
| 5              | Eccellenza                    | 1952/53            | 1983/84               | 7                       |

## Fotbalisté

### Známí hráči v klubu
- Nicola Amoruso – (1994/95) reprezentant  medailista z ME U21 1996
- Bernardo Corradi – (1998/99) reprezentant
- Gaetano D'Agostino – (2014) reprezentant  medailista z ME U21 2004
- Dario Dainelli – (1999/00) reprezentant  medailista z ME U21 2002
- Matjaž Florijančič – (1998/99) reprezentant
- Aco Stojkov – (2004/05) reprezentant

## Česká stopa

### Hráč
- Dušan Nulíček (2010/11)